# Csűrös András
Csűrös András (Budapest, 1983. augusztus 15. –) református lelkipásztor, egyháztörténész, egyetemi adjunktus.
A Lónyay Utcai Református Gimnáziumban érettségizett, majd a Károli Gáspár Református Egyetem Hittudományi Karán szerzett teológus-lelkészi diplomát. Mellette az ELTE Bölcsészettudományi Karon (ELTE-BTK) történelem (BA) és vallástudomány (minor) szakon végzett.

## Tudományos pályája
2007-ben az Országos Tudományos Diákköri Konferencián I. helyezést ért el, Pap Béla életének feldolgozásával, ebben a témakörben azóta is tart előadásokat.
A Károli Gáspár Református Egyetem Hittudományi Karán végezte doktori tanulmányát. 2009-ben alapító elnöke volt a Doktoranduszok Országos Szövetsége Teológiai Tudományos Osztályának, melynek jelenleg tiszteletbeli elnöke. Alapítója a Fiatal Kutatók és Doktoranduszok Nemzetközi Teológuskonferenciájának.
2014-2016 között Károli Gáspár Református Egyetem Hittudományi Kar Egyháztörténeti Tanszékén óraadó tanár. 2018-ban summa cum laude védte meg doktori értekezését, Református egyházi élet a Tanácsköztársaság idején. A magyar reformátusság egy válságos időben címmel.
2020-tól egyetemi adjunktus a Károli Gáspár Református Egyetem Pedagógiai Karán.
A Doktorok Kollégiuma Ökumenika Szekciójának elnöke, illetve a Magyar Tudományos Akadémia köztestületi tagja.

## Egyházi pályája
Budapest-Pesthidegkúton konfirmált, hatodéves szolgálatát Ócsán töltötte. 2008-ban Kecskeméten, majd a Budapest-Budahegyvidéki Református Egyházközségben volt beosztott lelkész, Szabó István mellett. 2012-2016 között a Rózsakerti Demjén István Református Általános Iskola intézményi lelkésze, és az Igazgatótanács jegyzője.
2016-tól a Gyömrői Református Egyházközség lelkipásztora.
2021-től a Magyarországi Református Egyház Zsinatának lelkészi pótképviselője, egyházkerületi bíró.

## Civil pályája
2005-ben a Hallgatói Önkormányzatok Országos Konferenciájának Nem Állami Felsőoktatási Intézmények Országos Régiójának volt elnöke és a HÖOK választmányi tagja. Az ELTE BTK HÖK munkájában tanulmányi kérdésekben vett részt, mint „Bologna” referens, szakos képviselő, a Történeti Intézeti Tanács tagja.
2009-től alelnöke volt a Nemzeti Civil Alapprogram, Közép-Magyarországi Regionális Tanácsának. Két ízben tagja a Nemzeti Együttműködési Alap Tanácsának (2012-2016, 2020-2024), 2016-2020 között a NEA Új Nemzedék Kollégiumának.

## Magánélete
Nős, két gyermek édesapja.